# Tinamú del Chocó
El tinamú del Chocó (Crypturellus kerriae) és una espècie d'ocell de la família dels tinàmids (Tinamidae). Habita la selva humida de l'est de Panamà i el nord i l'oest de Colòmbia.